# Didier Conrad
Didier Conrad (Marseille, 6 mei 1959) is een Frans stripauteur, actief als scenarist en tekenaar van stripalbums. Hij werkte regelmatig samen met Yann. 
Bekende stripseries van deze auteur zijn De onnoembaren, Bob Marone (beiden met Yann als scenarist en Conrad als tekenaar), Beeld van Amok, Donito (beide solo), Marsu Kids, De avonturen van Kid Lucky, Cotton Kid (beide met scenario van Jean Léturgie en samen met Yann, beide als tekenaars, onder het gemeenschappelijk pseudoniem Pearce) en Tigresse Blanche (tekeningen, eerste 2 met scenario van Yann, vanaf deel 3 in 2006 met scenario's van Conrad en Wilbur, een pseudoniem van Sophie Commenge, zijn echtgenote).
In 2011 werd hij door uitgeverij Hachette geselecteerd als tekenaar voor de voortzetting van de stripreeks Asterix. Jean-Yves Ferri werd als scenarist geselecteerd.
- Biblioteca Nacional de España: XX1785733
- Bibliothèque nationale de France: cb12012818d (data)
- Gemeinsame Normdatei: 123525853
- International Standard Name Identifier: 0000 0001 2085 7827
- Library of Congress Control Number: no2013133814
- Nationale Bibliotheek van Tsjechië: xx0179868
- Nederlandse Thesaurus van Auteursnamen: 070354456
- Système universitaire de documentation: 028254732
- Virtual International Authority File: 9857991